# Radio:Active Live at Wembley
Radio:Active Live At Wembley é um DVD feito a partir da turnê do álbum Radio:Active. Foi filmado em 27 de Novembro de 2008, na Wembley Arena, em Wembley, Londres. Alcançou a posição #1 no Brasil e no Reino Unido. Além do show, o DVD possui um documentário, com cenas da banda durante a turnê.

## Faixas
1. "One for the Radio"
2. "Everbody Knows"
3. "Going Through the Motions"
4. "Obviously"
5. "Transylvania"
6. "Corrupted"
7. "POV"
8. "Falling in Love"
9. "Star Girl"
10. "That Girl"
11. "Do Ya"
12. "Black or White" (cover de Michael Jackson)
13. "Room on the 3rd Floor"
14. "All About You"
15. "The Last Song"

Encore
1. "Lies"
2. "5 Colours in Her Hair"